# Mephisto (pel·lícula)
Mephisto és una pel·lícula dirigida per l'hongarès István Szabó l'any 1981 i es basa en la novel·la homònima de l'escriptor alemany Klaus Mann, llargament prohibida a la República Federal Alemanya.

## Argument
Hendrik Höfgen és un dotat i ambiciós actor de teatre que es guanya la vida a l'Hamburg de finals dels anys 1920. En ple ascens del nacionalsocialisme a Alemanya, l'idealista Höfgen es manté fidel als seus principis i renega dels valors del partit nazi, fet que el porta a confrontar-se amb la seva parella -Juliette Martins-, qui té estretes relacions amb actors afins a la nova ideologia. Höfgen pretén crear un nou teatre popular, directe i amb actors no professionals, que sigui capaç d'arribar al gran públic alemany. Això no obstant, fracassa en l'intent de materialitzar la seva nova concepció de teatre.
Höfgen s'acaba casant amb Barbara Bruckner, filla d'una família benestant, i perd d'aquesta manera a la seva antiga parella, a qui no obstant no perd de vista. El matrimoni abandona Hamburg quan a Höfgen li sorgeix una bona oportunitat de treball a un teatre de Berlín, ciutat on comença la carrera ascendent de l'actor. Quan la seva muller li proposa abandonar el país -arran de l'arribada al poder d'Adolf Hitler- Höfgen s'hi nega al·legant les dificultats que ell com a actor tindria a l'estranger, a causa de la llengua. Apareix aquí per primer cop la qüestió moral entorn de la qual gira la pel·lícula: la confrontació de la carrera artística de l'actor amb el nou règim nacionalsocialista; la independència de l'art respecte a la política.
L'incendi del Reichstag sorprèn Höfgen a Budapest, qui es qüestiona el seu retorn a la pàtria, convençut que el seu passat comunista el portarà a la perdició. Això no obstant, el seu dubte s'esvaeix quan la carta d'una amiga li assegura que a l'Alemanya feixista li espera un gran futur. Efectivament, el paper de Mephisto al Faust de Johann Wolfgang von Goethe és el trampolí que llança Höfgen a la fama i es passa a relacionar així amb la cúpula del Partit Nazi, tot esdevenint un intocable del règim. El preu que l'actor paga pel seu èxit artístic és la renúncia als seus ideals i fins i tot a la seva pròpia muller, que és expulsada del país a causa del color de la seva pell.
Höfgen és ascendit al càrrec d'intendent del Teatre Nacional, oferta que accepta malgrat la imperant manca absoluta de llibertat artística, la qual és controlada pel Partit Nazi. En aprofitar el seu càrrec per dirigir-se al president del govern de Prússia, per tal de demanar explicacions sobre l'assassinat de Hans Miklas -un vell amic seu crític amb el règim nazi -, Höfgen és tractat a puntades de peu i en un to menyspreable el ministre li recorda que ell "només és un actor". Així mateix, a París, Höfgen constata que tots els seus amics li han girat l'esquena, fins i tot la seva antiga parella. Per postres, el president del govern de Prússia l'adverteix de no immiscir-se en afers polític si no vol acabar "esclafat com un mosquit". Höfgen és conscient aleshores de la contradicció entre l'alt càrrec que ostenta per una banda i el seu poder real per l'altra, que és precisament equiparable al d'un mosquit.
La darrera escena del film està carregada d'un fort simbolisme que mostra els dubtes d'un actor ara convertit en un mal·leable titella i que, per la seva ambició, ha acabat perdent tota identitat. El president del govern ordena a Höfgen de situar-se al bell mig de l'Estadi Olímpic de Berlín, on la seva figura és perseguida per un intens focus lluminós que l'encega en plena nit. Desconcertat i aterrit, Höfgen intenta inútilment alliberar-se'n mentre crida en un to desesperat "què volen de mi? només sóc un actor, jo".

## Repartiment
- Klaus Maria Brandauer: Hendrik Höfgen
- Krystyna Janda: Barbara Bruckner
- Ildikó Bánsági: Nicoletta von Niebuhr
- Rolf Hoppe: President del govern
- György Cserhalmi: Hans Miklas
- Péter Andorai: Otto Ulrichs
- Karin Boyd: Juliette Martens
- Christine Harbort: Lotte Lindenthal
- Tamás Major: Director Oskar H. Kroge
- Ildikó Kishonti: Dora Martin
- Sandór Lukács: cantant Rolf Bonetti
- Sári Gencsy: Bella Höfgen
- Zdzisław Mrożewski: Professor Bruckner
- Martin Hellberg: Professor Reinhardt
- Christian Grashof: Cäsar von Mack
- Teri Tordai: Laura

## Premis
- 1981: Festival Internacional de Cinema de Canes de 1981: premi al millor guió i premi FIPRESCI
- 1981: Festival Internacional de Cinema de Canes de 1981: nominació a la Palma d'Or.
- 1982: Oscar a la millor pel·lícula de parla no anglesa.
- 1982: Premi David di Donatello per la millor pel·lícula estrangera i pel millor actor estranger (Klaus Maria Brandauer)
- 1982: Premi National Board of Review per la millor pel·lícula estrangera.
- 1983: Premi Gilde d'or per la millor pel·lícula estrangera.